# Seriestripp

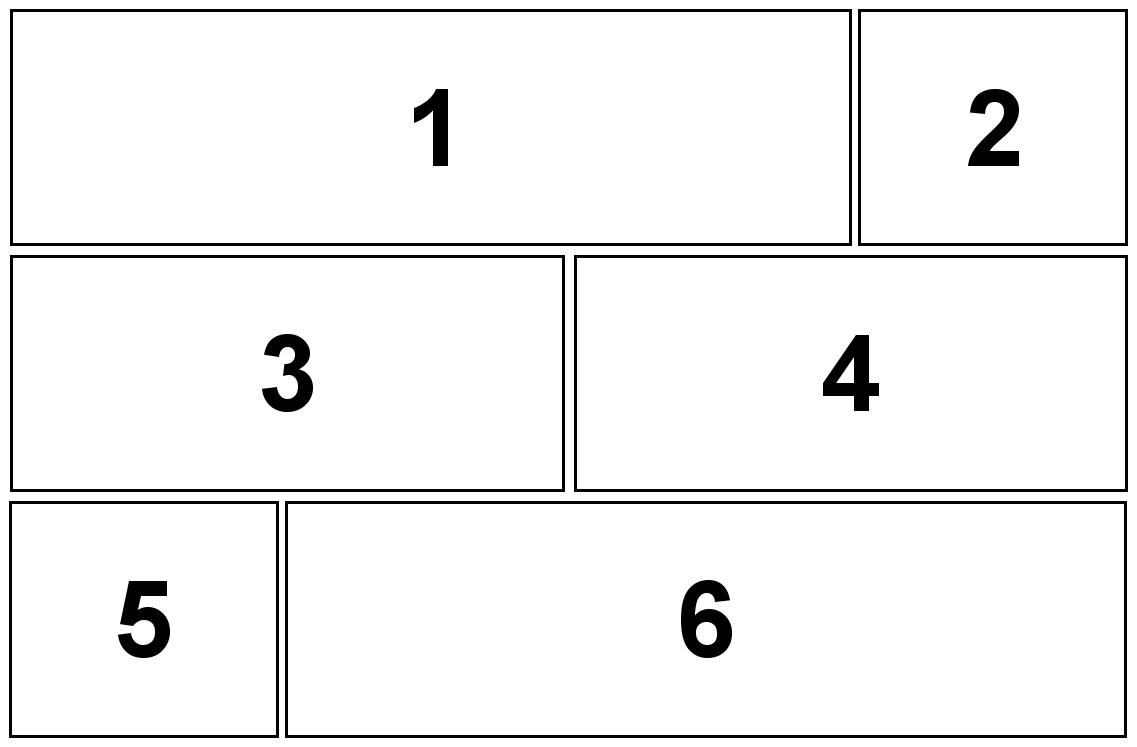
En serie i "trestripp" består av tre bildrader.

Seriestripp (eng.: strip, "remsa") är en – oftast horisontell – rad av serierutor i en tecknad serie, med eller utan rutramar. En serie som består av enbart en stripp kallas för strippserie. Publiceras den dagligen i en tidning kallas det för en dagsstrippserie. En hel seriesida – exempelvis i serietidningar eller seriealbum – består ofta av flera olika strippar, till exempel "trestripp"- eller "fyrstripp"-sidor.

## Historik
Seriestrippen har varit den förhärskande publiceringsformen för dagspresserier i USA sedan sent 1800-tal. Detta gäller publiceringar för alla dagar utom söndagar, där en större "seriesida" (ofta i färg) publicerades. Den söndagssidan var från början mer fri i formen men standarderades ofta till en sida bestående av tydliga "våningar" av strippar. Den europeiska serietraditionen i Frankrike, Belgien och andra länder utgick också tydligt från den fasta indelningen av sidan i strippar, även om de korta dagsseriestripparna aldrig blev lika etablerad i de centraleuropeiska serierna.
Japanska strippserier – 4-koma – produceras hårt standardiserat utifrån en vertikal seriestripp med fyra lika stora rutor.
I dessa dagar är dock serieformen så utvecklad och varierad att strippar inte nödvändigtvis är en fast del av layouten.